# Helcogrammoides cunninghami
Helcogrammoides cunninghami és una espècie de peix de la família dels tripterígids i de l'ordre dels perciformes.

## Morfologia
- Els mascles poden assolir 5 cm de longitud total.[3][4]

## Depredadors
A l'Argentina és depredat per Phalacrocorax atriceps.

## Hàbitat
És un peix marí, de clima temperat i demersal.

## Distribució geogràfica
Es troba a l'extrem més meridional de Sud-amèrica.

## Observacions
És inofensiu per als humans.